# Ramakrishna

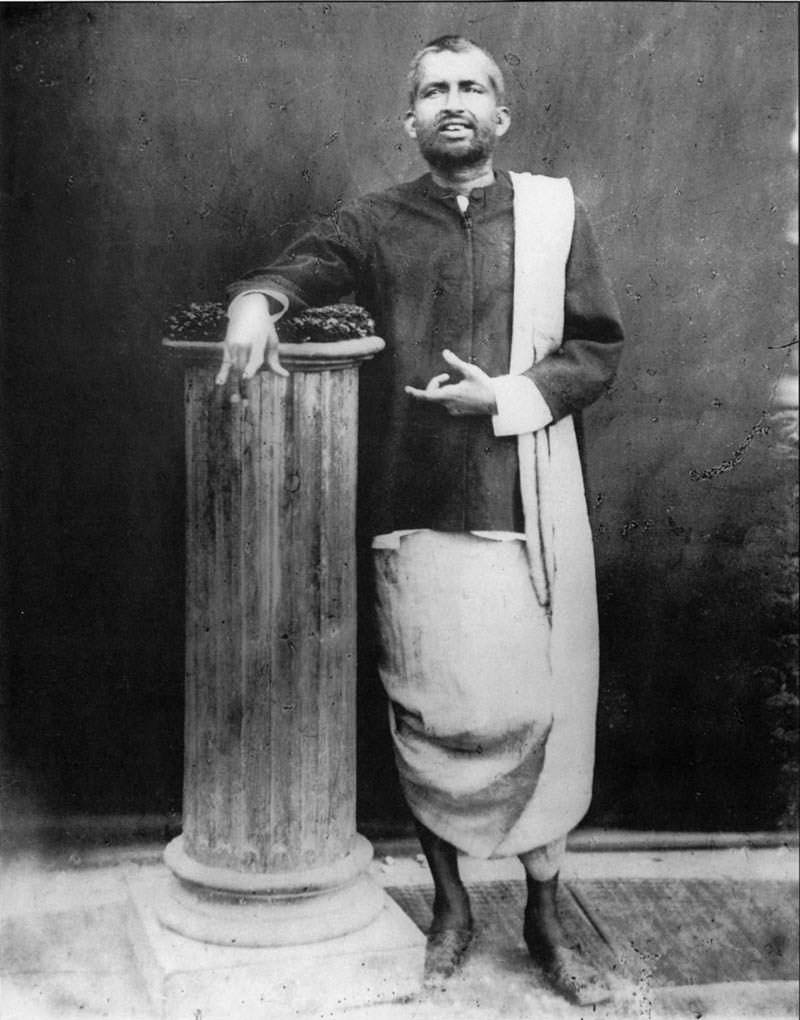
Foto taget av Ramakrishna 10 december 1881 hos The Bengal Photographers i Radhabazar, Calcutta

Ramakrishna (sri Thakur Gadadhar Chattopadhyaya Ramakrishna Paramahamsa, beng. শ্রীরামকৄষ্ঞ পরমহংস), född 18 februari 1836, död 16 augusti 1886 i Calcutta, var en indisk filosof inom advaita, och själv Kalidyrkare.

## Biografi
Ramakrishna blev vid 20 års ålder präst vid Kalis tempel i Calcutta. Han mottog visioner och tolkade dem i anknytning till kunskaper om kristendom och islam. I allt såg han enheten med brahman, vår eviga natur. Genom lärjungen Swami Vivekananda (1862-1902) kom han att påverka olika reformrörelser i hinduismen.
Ramakrishna var även huvudman för en världsvid missionsorganisation som hette Ramakrishnamissionen. Den rymde sjukhus, bibliotek, skolor, klubbar och hem för hemlösa barn. Centrum för organisationen blev Calcutta och rörelsen kännetecknades av stor religiös tolerans. Hans filosofi var att alla religioner är sanna och att de bara utgör olika vägar att nå samma mål – Den yttersta verkligheten.